# Parafia św. Jana Chrzciciela w Wołpie
Parafia św. Jana Chrzciciela w Wołpie – rzymskokatolicka parafia znajdująca się w diecezji grodzieńskiej, w dekanacie Mosty, na Białorusi.

## Historia
Pierwszy kościół w Wołpie ufundowali w 1477 kanclerz Wielkiego Księstwa Litewskiego, wojewoda wileński Olechno Sudymuntowicz z żoną Jadwigą. Konsekrował go rok później pw. Najświętszej Maryi Panny i św. Jana Chrzciciela biskup wileński Jan Łosowicz. W 1618 w tym samym miejscu nowy kościół ufundował biskup wileński Eustachy Wołłowicz. Został on odbudowany w 1640 po pożarze z 1630 kosztem marszałka nadwornego litewskiego Kazimierza Leona Sapiehy i jego żony Teodory Krystyny z Tarnowskich. Z powodu zbutwienia świątyni w 1773 wzniesiono nową, istniejącą do dziś, fundacji proboszcza Wołpy Józefa Kazimierza Kossakowskiego, który 10 marca 1776 osobiście ją konsekrował już jako biskup pomocniczy wileński.
W okresie międzywojennym parafia należała do dekanatu Łunna archidiecezji wileńskiej. W czasach komunizmu parafia funkcjonowała.
Obecnie kościół wołpieński jest największą drewnianą świątynią rzymskokatolicką na Białorusi.